# 阿根廷以色列犹太会堂
阿根廷以色列犹太会堂（西班牙語：Sinagoga de la Congregación Israelita Argentina）又名自由会堂（Templo Libertad）是一座犹太会堂，位于阿根廷布宜诺斯艾利斯的自由大街（Libertad）769号，靠近著名的哥伦布剧院，内部设有犹太历史博物馆。

## 历史
自1897年奠基起，建造历时35年，直至1932年才得以竣工。该项目由工程师亚历杭德罗·恩钦（Alejandro Enquin）和尤金尼奥·甘特纳（Eugenio Gantner）主導。这座建筑的风格受到19世纪中叶德国犹太会堂的影响。可以容纳700人。